# Punta Bachul
Punta Bachul är en udde i Mexiko.   Den ligger i kommunen San Felipe och delstaten Yucatán, i den östra delen av landet, 1 100 km öster om huvudstaden Mexico City.
Terrängen inåt land är mycket platt. Havet är nära Punta Bachul norrut. Runt Punta Bachul är det mycket glesbefolkat, med 3 invånare per kvadratkilometer.